# Chandler Riggs
Chandler Riggs (ur. 27 czerwca 1999 w Atlancie) – amerykański aktor, odtwórca postaci Carla Grimesa w serialu Żywe trupy.
W 2009 zagrał w filmie Aż po grób u boku m.in. Roberta Duvalla. W 2010 dołączył do obsady produkcji Żywe trupy, wcielając się w postać Carla Grimesa, syna głównego bohatera granego przez Andrew Lincolna. Za tę rolę w 2012 i w 2013 był nominowany do Nagrody Młodych Artystów dla najlepszego młodego aktora w serialu telewizyjnym.

## Wybrana filmografia
- 2009: Aż po grób
- 2010: The Wronged Man (film TV)
- 2010: Żywe trupy (serial TV)
- 2014: Mercy[4]